# La familia Monster (película de 2022)
La familia Monster (título original en inglés: The Munsters) es una película de comedia de terror estadounidense de 2022 producida, escrita y dirigida por Rob Zombie y protagonizada por Sheri Moon Zombie, Jeff Daniel Phillips, Daniel Roebuck, Richard Brake, Jorge García, Sylvester McCoy, Catherine Schell y Cassandra Peterson. Basada en la comedia familiar de la década de 1960 del mismo título, la historia tiene lugar antes de los eventos de la serie, sirviendo como una historia de origen para los personajes.
Rob Zombie había intentado desarrollar una película The Munsters con Universal Pictures antes del estreno de su primer largometraje en 2003, y participó en varios proyectos relacionados antes de confirmar una adaptación cinematográfica de la serie de televisión en 2021. Zombie quería que la película fuera en blanco y negro, pero el estudio se negó y el director optó por una apariencia muy saturada. La fotografía principal comenzó en noviembre de 2021 en Budapest.
The Munsters es una coproducción de Universal 1440 Entertainment y Spookshow International Films. Se lanzó en digital, Blu-ray y DVD, y también está disponible en Netflix desde el 27 de septiembre de 2022. Recibió reseñas mixtas de los críticos.

## Reparto
- Sheri Moon Zombie como Lily / Donna Doomley

- Jeff Daniel Phillips como Herman / Shecky Von Rathbone

- Daniel Roebuck como The Count / Ezra Mosher

- Richard Brake como Dr. Wolfgang / Orlock

- Jorge Garcia como Floop
- Sylvester McCoy como Igor
- Catherine Schell como Zoya Krupp
- Cassandra Peterson como Barbara Carr
- Tomas Boykin como Lester
- Levente Törköly como Bela Krupp
- Jeremy Wheeler como Mr. Gateman
- Roderick Hill como Mr. Goodbury
- Mark Griffith como Mr. Graves
- Renáta Kiss como Tío Gilbert
- Victor Egri y Butch Patrick como Tin Can Man
- Laurent Winkler como Shelly Von Rathbone
- Dave Thompson y Fred Coury como Franz Pennywhacker
- Miklós Kapácsy como Shady MaGoon

## Producción

### Desarrollo
Rob Zombie, fanático de toda la vida de la serie de televisión de la década de 1960, había intentado desarrollar una película antes del lanzamiento de su primer largometraje, House of 1000 Corpses (2003), que comenzó como una producción de Universal. Zombie expresó su entusiasmo por la propiedad a la presidenta del estudio, Stacey Snider, solo para descubrir que ya se estaba desarrollando una nueva versión. En 2016, el director se enteró de otro proyecto de The Munsters para Universal y se involucró. Comenzó a revisar una película "dirigida a niños en edad preescolar" que originalmente se centraba en Eddie, el hijo de Herman y Lily, pero Universal finalmente canceló para explorar opciones televisivas.
En marzo de 2021, se informó que Zombie estaba desarrollando una adaptación cinematográfica de la serie de televisión. Esto fue confirmado por Zombie en junio. En abril del mismo año, también se informó que el proyecto se estaba desarrollando como una película simultánea en cines y exclusiva de Peacock, pero estos informes resultaron ser erróneos. También se rumoreaba que el presupuesto de la película era de 40 millones de dólares, pero Rob Zombie dijo que eso era falso.

### Preproducción
Zombie voló a Budapest en junio de 2021 para comenzar a buscar ubicaciones. El 2 de julio de 2021, Sheri Moon Zombie confirmó que la película estaba en etapa de preproducción. Zombie compartió numerosos materiales de preproducción a través de sus cuentas de redes sociales, incluidos diseños para la casa de los Munster en Mockingbird Lane y las primeras esculturas de la prótesis de cabeza de Herman Munster.
El 26 de julio de 2021, Rob Zombie compartió los primeros diseños de vestuario para Lily y Herman. Más tarde ese mes se revelaron más diseños de vestuario. El estudio de efectos especiales Ex Mortis de Wayne Toth trabajó en el maquillaje de efectos especiales para la película. Toth ha colaborado regularmente con Rob Zombie, incluso en las películas Halloween, House of 1000 Corpses y The Devil's Rejects. En septiembre de 2021, Zombie regresó a los EE. UU. para una serie de fechas de gira, pero continuó compartiendo actualizaciones sobre la construcción de Mockingbird Lane en su Instagram.

### Casting
Rob Zombie utilizó las redes sociales para brindar actualizaciones sobre el reparto y los personajes a los fanáticos durante la producción de The Munsters. Su primer anuncio se produjo en octubre de 2021, cuando reveló a los miembros principales del elenco: esto incluía a Jeff Daniel Phillips, quien interpretaría a Herman Munster; Sheri Moon Zombie, quien interpretaría a Lily Munster; y Dan Roebuck, quien interpretaría a The Count. Los tres actores eran veteranos de las películas de Rob Zombie, y Zombie explicó: "No podía arriesgarme a ir al set de Budapest e irme, mis protagonistas no se llevan bien, no tienen química. Por eso elegí el elenco que elegí". Jeff Daniel Phillips, Sheri Moon Zombie y Daniel Roebuck, trabajan mucho juntos y sabía que encajarían perfectamente".
El actor Richard Brake fue elegido para interpretar al Dr. Henry Augustus Wolfgang, "el científico loco más popular de Transilvania". Esta fue la cuarta película de Rob Zombie en la que Brake participó, ya que apareció anteriormente en Halloween, 31 y 3 from Hell. Brake terminó de filmar en mayo de 2022. El actor escocés Sylvester McCoy interpretó a Igor, "el leal sirviente de los Munster". McCoy concluyó en abril de 2022. A principios de 2022, Rob Zombie compartió la primera foto del set de Catherine Schell, quien interpretaría a Zoya Krupp. El actor y comediante estadounidense Jorge García interpretó a Floop, "el asistente jorobado del Dr. Wolfgang y el mejor amigo de Herman Munster". Cassandra Peterson, más conocida como el personaje de la anfitriona de terror Elvira, Mistress of the Dark, fue elegida como Barbara Carr, "la agente inmobiliaria número uno en todo Mockingbird Heights". Peterson dijo que el papel era "muy diferente de lo que hago normalmente, estoy interpretando a un personaje súper heterosexual". La actriz Dee Wallace fue elegida como "la voz de Good Morning Transylvania". Wallace ha aparecido en varias películas de Rob Zombie, incluidas Halloween, The Haunted World of El Superbeasto, The Lords of Salem y 3 from Hell. El actor británico Jeremy Wheeler se uniría al elenco como "Sr. Gateman, el jefe de Herman en la única funeraria Gateman, Goodbury and Graves". El actor Tomas Boykin fue elegido para interpretar al hermano de Lily, Lester. Boykin había aparecido anteriormente en 3 from Hell de Rob Zombie.
Tras las especulaciones sobre los miembros originales del elenco de The Munsters, Rob Zombie reveló que Pat Priest, quien interpretó a Marilyn Munster de 1964 a 1966, se había unido al elenco de su película. Se reveló que otro actor original de Munsters, Butch Patrick, que interpretó a Eddie Munster de 1964 a 1966, interpretaría a Tin Can Man, un robot construido por Eddie en la serie. Se anunció la aparición de varios personajes menores sin información sobre el reparto: el tío Gilbert, que apareció en el episodio original "Love Comes to Mockingbird Heights" y fue interpretado por Richard Hale, y Zombo, que apareció originalmente en la segunda temporada. El Conde Orlock también regresó, y Zombie insinuó que el personaje era un antiguo novio de Lily antes de conocer a Herman.

### Rodaje
La fotografía principal comenzó oficialmente en noviembre de 2021, en Budapest. Los productores sintieron que sería difícil comercializar una película en blanco y negro. Zombie notó que los actores maquillados fuera del set parecían "personajes de dibujos animados que cobran vida" y decidió iluminar la película con la misma colorida moda "hiperrealista". Debido al confinamiento por la pandemia de COVID-19, el elenco vivieron juntos en el mismo edificio durante tres meses y se conocieron. La filmación había concluido el 7 de julio de 2022.

## Estreno

### Marketing
El primer avance se lanzó el 13 de julio de 2022, revelando elementos de la trama, al tiempo que indicaba el mes de estreno programado de la película; tuvo una recepción mixta a negativa.

### Netflix
El 18 de julio de 2022, Zombie anunció que The Munsters se lanzaría en la plataforma de transmisión Netflix en el otoño, aproximadamente al mismo tiempo que Wednesday  de Netflix, un spin-off de The Addams Family. A finales de agosto se fijó la fecha del 27 de septiembre de 2022 para el estreno de la película en Netflix.

### Medios domésticos
El 20 de julio se anunció que The Munsters se lanzaría en Blu-ray, DVD y plataformas digitales, a partir del 27 de septiembre de 2022. La "Edición de coleccionista" incluye una función detrás de escena de una hora de duración llamada The Munsters: Return to Mockingbird Lane, además de comentarios del director.